# Rosa Klebb
Rosa Klebb was een fictieve Russische dubbelagente, die werkte voor SPECTRE in de James Bond-film en de roman From Russia with Love.

## Boek
Rosa Klebb was in het boek een agente voor SMERSH, dat van plan was wraak te nemen op James Bond voor de andere SMERSH agenten Le Chiffre en Mr. Big. Klebb kwam samen met Kroonsteen op een plan om James Bond te doden en tegelijkertijd de Russische decoder machine LEKTOR in handen te krijgen. Degene die het plan uitvoerde was Red Grant. Klebb zorgde in Istanboel voor een ontmoeting met de Russische klerk Tatiana Romanova en gaf haar de opdracht te doen alsof ze verliefd is op Bond en hem naar Istanboel te lokken. Alles bleek te lukken, maar Bond wist in de Oriënt-Express met Red Grant af te rekenen. Toen bleek dat Tatiana dan aan Bonds kant stond en samen met Bond ontsnapte naar Parijs, sloeg Klebb weer toe. Klebb werd aan het einde gearresteerd met de hulp van Bonds vriend René Mathis. In de volgende roman Dr. No zou blijken dat Klebb zou sterven.

## Film
In de film is Klebb de nummer 3 van SPECTRE en hoofd van de afdeling Organisatie. De kolonel van Smersh is nog maar net overgelopen naar de misdaadorganisatie, en Moskou heeft die desertie geheimgehouden. Zij heeft de opdracht om het plan van nummer 5 (Kronsteen) uit te voeren. Ze reist af naar Turkije waar ze contact legt met de Russische klerk agente Tatiana Romanova die werkt op de ambassade. Klebb laat een foto zien van een Britse agent. Romanova krijgt de opdracht om te doen wat de Britse agent wil en te doen alsof ze verliefd op hem is. Samen met de Lektor (een fictieve decoderingsmachine van de Sovjet-Unie) moet ze met de Britse agent naar Engeland gaan. Rosa Klebb wil dat ze de reis niet overleven, dus stuurt ze de huurmoordenaar Red Grant eropuit om ze in de trein op weg naar Engeland te vermoorden. Het leidt tot een confrontatie tussen Bond en Grant waarbij Grant omkomt.
Wanneer Bond en Romanova in Italië zijn, probeert Klebb de Lektor te stelen, vermomd als schoonmaakster. Bond ziet dit en het komt tot een gevecht tussen Bond en Klebb. Klebb probeert Bond te schoppen met de vergiftigde puntschoen, maar ze wordt doodgeschoten door Romanova.
De rol van Klebb werd vertolkt door de Oostenrijkse actrice Lotte Lenya.

## Handlangers
- Red Grant